# Malgomaj (album)
Malgomaj är ett musikalbum av Jonas Knutsson, utgivet 1997 av Atrium/Warner Music.

## Låtlista
Alla låtar är skrivna av Jonas Knutsson.
1. "Leaning Into Mine" – 4:03
  - Jonas Knutsson — sopransaxofon, vibrafon
  - Jonas Sjöblom/Jonas Knutsson — stråkarrangemang
2. "Kalix" – 5:03
  - Jonas Knutsson — sopran- & barytonsaxofon, Fender Rhodes, sheng
  - Anders Löfgren — kontrabas
3. "Rerrogaise" – 4.04
  - Jonas Knutsson — sopransaxofon, vibrafon, hand drum, klockor
  - Per Sjöberg — tuba
4. "Sordin" – 4:50
  - Jonas Knutsson — sopransaxofon
  - Christian Spering — kontrabas
5. "Baku" – 2:28
  - Jonas Knutsson — duduk
6. "Äivesoive" – 4:50
  - Jonas Knutsson — sopran-, alt- & barytonsaxofon
  - Anders Löfgren — kontrabas
7. "Uman" – 2:00
  - Jonas Knutsson — sopransaxofon
  - Monica Ramos — harpa
8. "Ängesö" – 4:04
  - Jonas Knutsson — sopransaxofon
  - Ale Möller — mandola
9. "Kaskazini" – 5:41
  - Jonas Knutsson — sopransaxofon, wooden flute, ghatam, kalimba
  - Johan Söderqvist — klavikord
10. "Akkja" – 1:57
  - Jonas Knutsson — sopran- & barytonsaxofon
11. "Ice Cold Earth" – 2:47
  - Jonas Knutsson — sopransaxofon
  - Monica Ramos — harpa
12. "Inishmaan" – 4:33
  - Jonas Knutsson — sopransaxofon
  - Johanna Sjunnesson — cello
13. "Mafraj" – 4:47
  - Jonas Knutsson — barytonsaxofon
  - Jonas Sjöblom — stråkarrangemang
14. "Hvide Sande" – 3:57
  - Jonas Knutsson — sopransaxofon
  - Christian Spering — kontrabas

Total tid: 55:15

## Medverkande
- Jonas Knutsson — saxofon
- Ale Möller — mandolin
- Monica Ramos — harpa
- Jonas Sjöblom — percussion
- Anders Löfgren — elbas, kontrabas
- Messing Brass — blåsinstrument
- Christian Spering — kontrabas
- Johan Söderqvist — klavikord
- Magnus Ekenborn — cello
- Johanna Sjunnesson — cello
- Jakob Rutberg — viola
- Tomas Gustafsson — violin
- Jennie Sandborg — violin
- Jonas Nyström — stråkarrangemang